# باشگاه فوتبال سورنتو کالچو
باشگاه فوتبال سورنتو کالچو (انگلیسی: Sorrento Calcio) یک باشگاه فوتبال ایتالیایی است که در منطقه سورنتو قرار دارد. این باشگاه در سال ۱۹۴۵ تأسیس شده‌است. سورنتو هم‌اکنون در سری سی حضور دارد. این تیم در سال ۱۹۷۰ به سری بی صعود کرد.